# Автошлях Т 1408
Автошля́х Т 1408 — автомобільний шлях територіального значення в Львівській області, що з'єднує автомобільний пункт контролю Угринів з автошляхом Р15 в районі села Хоробрів через Угринів, Нісмичі. Загальна довжина — 8 км.
Продовженням у Польщі є автошлях  844.